# رنانی ۶۰۷۰
سیارک ۶۰۷۰ (به انگلیسی: 6070 Rheinland، نامگذاری:1991XO1) شش هزار و هفتادمین سیارک کشف شده‌است که در ۱۰ دسامبر ۱۹۹۱ کشف شد.
قدر مطلق سیارک برابر ۱۳٫۶۰ است.